# نبرد پل استرلینگ
جنگ پل استرلینگ، (به انگلیسی: Battle of Stirling Bridge) یکی از نبردها در جنگ‌های استقلال اسکاتلند است. این نبرد در ۱۱ سپتامبر ۱۲۹۷ رویداده و در آن نیروهای اندرو موری و ویلیام والاس نیروهای جان دو وارن و هوگ دو کراسی را نزدیک رودخانهٔ فورت (River Forth) شکست دادند.

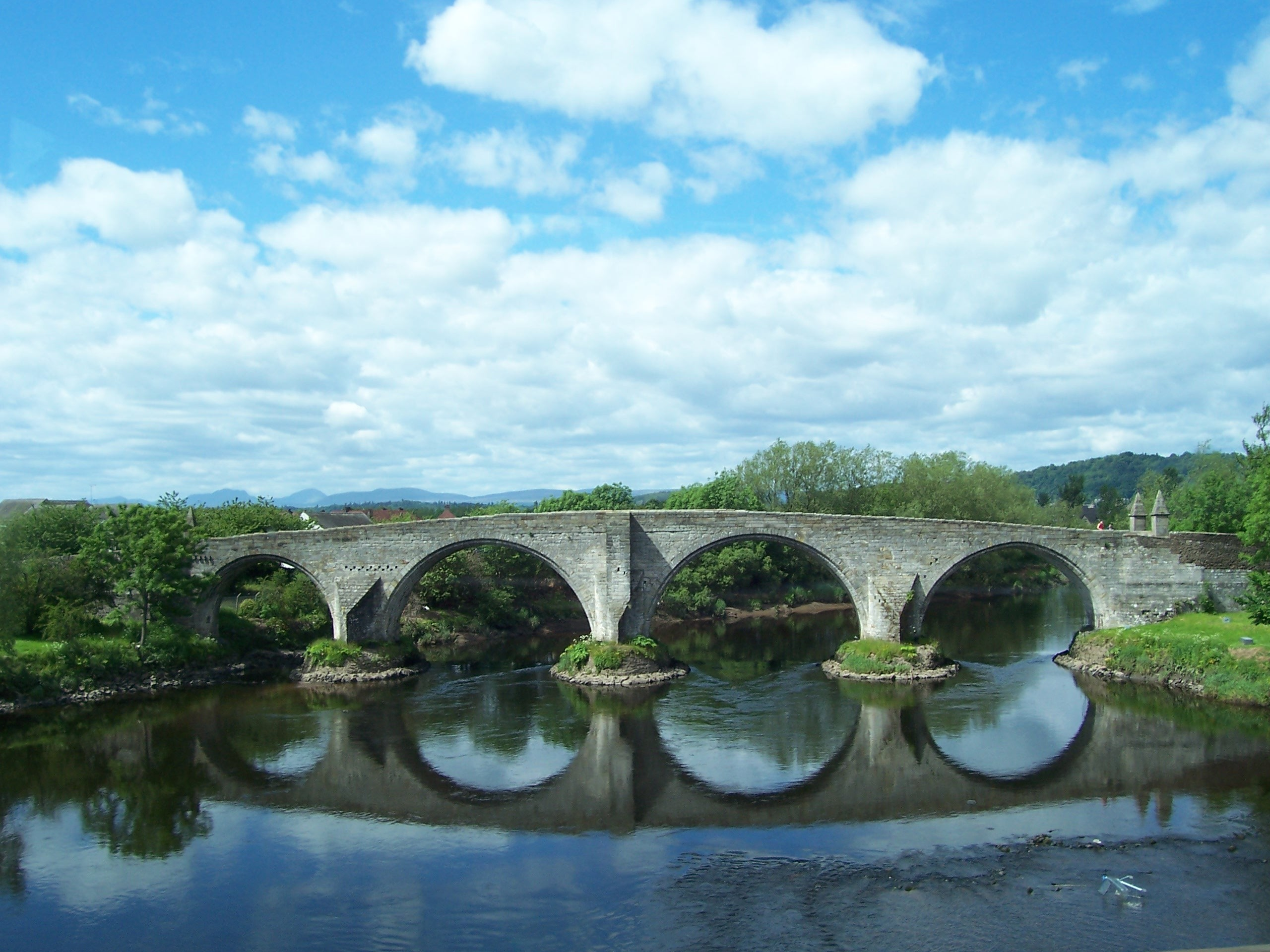
پل استرلینگ